# Blyth Valley
Blyth Valley fue un distrito no metropolitano con el estatus de municipio, ubicado en el condado de Northumberland (Inglaterra).

## Historia
Fue constituido el 1 de abril de 1974 bajo la Ley de Gobierno Local de 1972 como una fusión del distrito urbano de Seaton Valley —a excepción de las circunscripciones de Backworth, Earsdon y Shiremoor que pasaron a formar parte del distrito metropolitano de North Tyneside (Tyne y Wear)— y de los municipios de Blyth y Whitley Bay —salvo la zona meridional—. El distrito fue abolido el 1 de abril de 2009 y su ayuntamiento disuelto tras entrar en vigor una serie de cambios estructurales en el gobierno local de Inglaterra, siendo sus responsabilidades transferidas al ayuntamiento del condado.

## Geografía
Blyth Valley estaba ubicado en el este del condado de Northumberland y en el norte de Inglaterra. Con una superficie de 70,36 km², era el segundo distrito más pequeño del condado por detrás de Wansbeck —66,76 km²—, con el cual lindaba al norte. Al este limitaba con el mar del Norte, al sur con el condado de Tyne y Wear y al oeste con el distrito de Castle Morpeth, también en Northumberland. 

## Demografía
Según el censo de 2001, Blyth Valley tenía 81 265 habitantes y una densidad de población de 1155 hab/km². Esta cifra supone un 1,16% más en comparación con la que recoge el censo de 1991 —80 337 habitantes— y un 5,62% más con respecto al de 1981 —76 941—. El 48,69% de los habitantes eran varones y el 51,31% mujeres. El 20,08% eran menores de 16 años, el 73,49% tenían entre 16 y 74, y el 6,43% eran mayores de 74. La media de edad era de 38,53 años. 
La mayor parte (98,17%) eran originarios del Reino Unido. El resto de países europeos englobaban al 0,85% de la población, mientras que el 0,2% había nacido en África, el 0,52% en Asia, el 0,14% en América del Norte, el 0,02% en América del Sur, el 0,09% en Oceanía, y el 0,01% en cualquier otro lugar. Según su grupo étnico, el 99,04% de los habitantes eran blancos, el 0,29% mestizos, el 0,42% asiáticos, el 0,06% negros, el 0,13% chinos, y el 0,06% de cualquier otro. El cristianismo era profesado por el 79,55%, el budismo por el 0,05%, el hinduismo por el 0,04%, el judaísmo por el 0,03%, el islam por el 0,27%, el sijismo por el 0,1%, y cualquier otra religión por el 0,19%. El 13,16% no eran religiosos y el 6,6% no marcaron ninguna opción en el censo.
El 40,5% de los habitantes estaban solteros, el 43,44% casados, el 2,23% separados, el 7,12% divorciados y el 6,71% viudos. Había 34 512 hogares con residentes, de los cuales el 29% estaban habitados por una sola persona, el 10,72% por padres solteros con o sin hijos dependientes, el 59,08% por parejas (50,48% casadas, 8,6% sin casar) con o sin hijos dependientes, y el 1,19% por múltiples personas. Además, había 987 hogares sin ocupar y 28 eran alojamientos vacacionales o segundas residencias.